# Euxoa subdistinguenda
Euxoa subdistinguenda là một loài bướm đêm trong họ Noctuidae.